# Gnomone del santuario di Nostra Signora della Visitazione

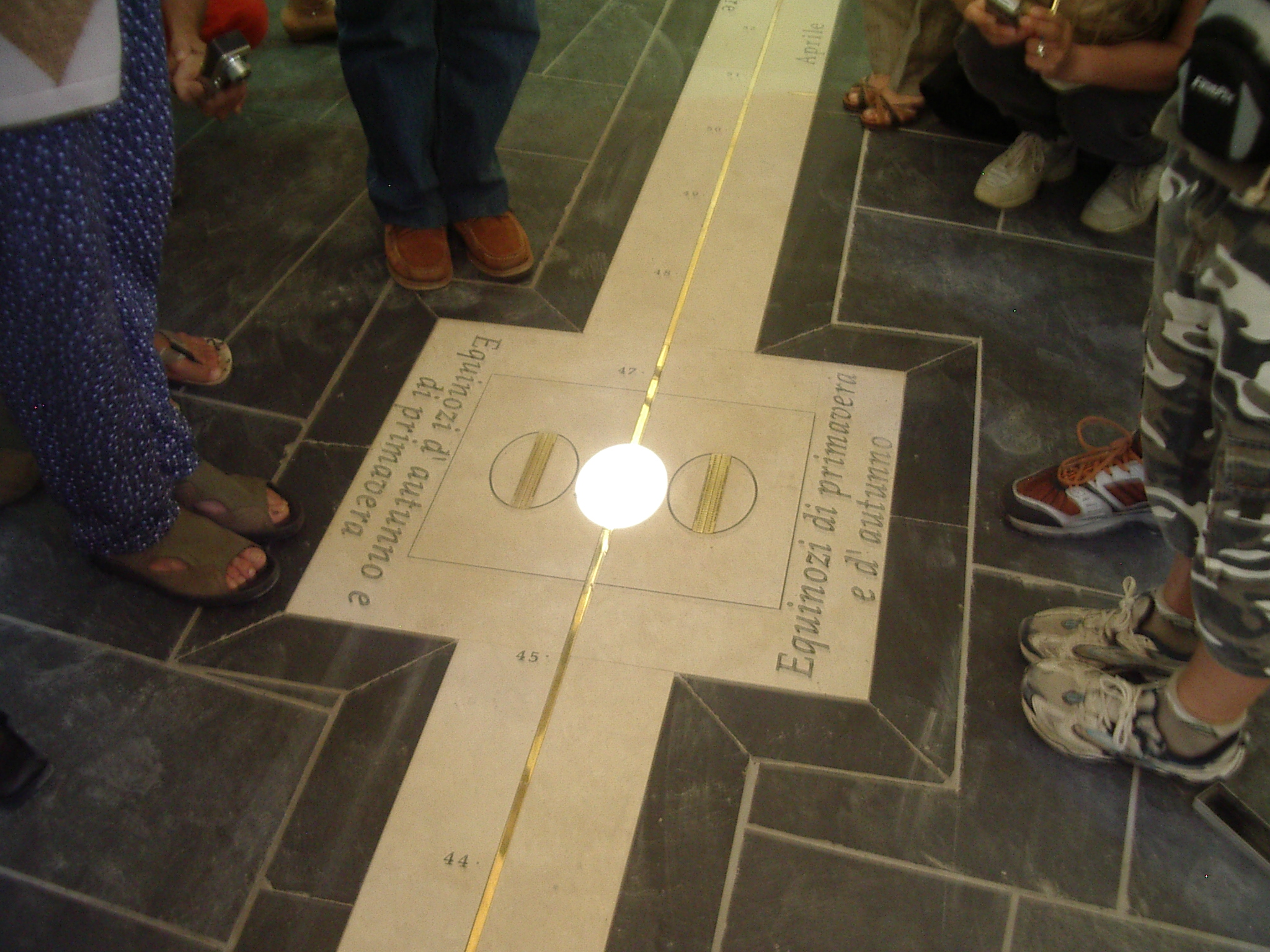
Transito dell'immagine solare nel giorno dell'equinozio (23 settembre 2007).

Lo gnomone del santuario di Nostra Signora della Visitazione è una meridiana a camera oscura, utilizzato per l'osservazione e lo studio del movimento apparente del sole, tramite la proiezione e l'ingrandimento della sua immagine. Realizzato nel 2007, a quella data risulta il più grande costruito in Italia dalla fine del XIX secolo Lo gnomone è situato all'interno del santuario della Visitazione nel comune di Perinaldo, in provincia di Imperia.

## Descrizione

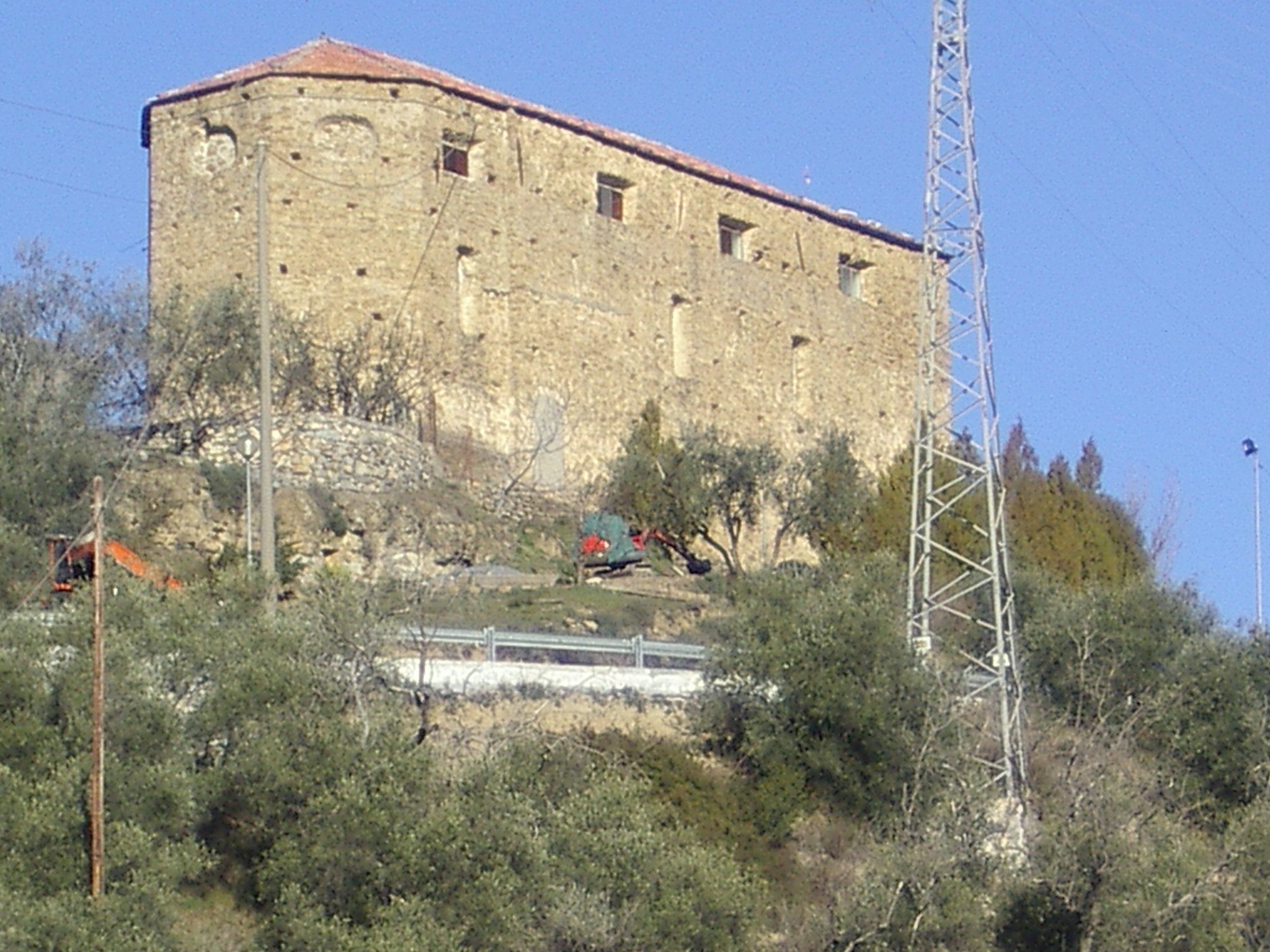
Il santuario di Nostra Signora della Visitazione di Perinaldo

Il santuario è del XVII secolo. Una leggenda orale tramanda che esso sia stato orientato sul meridiano per volere dell'astronomo perinaldese Giovanni Domenico Cassini. In realtà nessuna documentazione conferma tale affermazione, della quale non se ne conosce l'esatta origine. Gli unici documenti storici, rinvenuti negli archivi parrocchiali e diocesani, fanno risalire la costruzione di questa chiesa all'inizio del 1600, prima della stessa nascita dell'astronomo; inoltre la chiesa non è orientata sul meridiano. Ciò nonostante nel borgo essa è sempre stata considerata "legata al Cassini" ed alla scienza astronomica e l'intreccio di leggende, storia e cultura scientifica ha spinto nel 2005 alla progettazione di un grande "gnomone cassiniano" per il santuario.
Lo strumento, dedicato agli astronomi liguri, nati a Perinaldo, Giovanni Domenico Cassini e Giacomo Filippo Maraldi, è stato inaugurato nel giorno del solstizio d'inverno del 2007. L'anno successivo ne fu presentata una relazione al XV Seminario Nazionale di Gnomonica, che ebbe luogo a Monclassico in Trentino.
Dei due astronomi a cui è stato dedicato, il Cassini è il realizzatore della meridiana della basilica di San Petronio di Bologna, mentre Maraldi fu incaricato, da papa Clemente XI, di affiancare monsignor Francesco Bianchini, per la verifica del calendario e la realizzazione della meridiana della basilica di Santa Maria degli Angeli e dei Martiri di Roma.
La maggior parte, nonché le più grandi, di queste meridiane, sono state costruite in Italia ed in particolare nelle grandi chiese: duomi, basiliche, cattedrali, soprattutto nei secoli XVI, XVII e XVIII. Tra le più conosciute, oltre quelle delle basiliche bolognese e romana, anche quella della cattedrale di Santa Maria del Fiore di Firenze, del duomo di Milano, della cattedrale di Palermo, e molte altre ancora. In Francia, è molto famosa la meridiana della chiesa di Saint-Sulpice di Parigi.

## Funzionamento

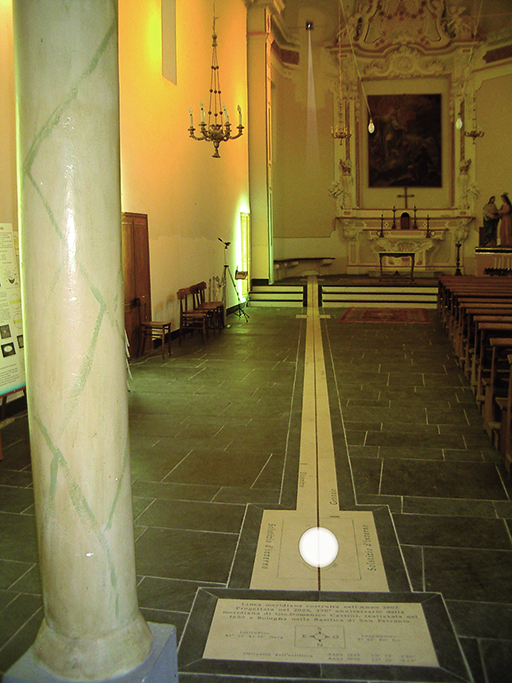
Immagine del sole sulla linea meridiana al mezzodì del solstizio d'inverno

Attraverso un foro, situato nell'abside, in una nicchia della parete rivolta a Sud, un cono di luce penetra nella chiesa e proietta l'immagine del sole sul pavimento. Nell'istante del mezzodì, l'immagine solare si trova esattamente sulla linea meridiana: una lamina di ottone, disposta lungo l'asse nord-sud, affiancata da marmo chiaro, che si sviluppa lungo tutta la chiesa. Con il variare delle stagioni, e dunque dell'altezza del sole al mezzodì, l'immagine solare incrocia la linea meridiana, nei punti corrispondenti al momento dell'anno, fra i due estremi costituiti dal solstizio estivo (massima altezza del sole) e dal solstizio invernale (minima altezza del sole).

### La linea meridiana
La linea meridiana si sviluppa su due livelli, uniti da un piano inclinato, sul quale l’immagine solare si proietta, occupandolo per intero, per qualche giorno in agosto e aprile. Lungo tutta la linea, sono incisi i nomi dei mesi e una lamina di ottone ne indica l’inizio, mentre sui marmi laterali orientali sono incisi tutti i gradi di altezza che il sole può raggiungere a quella latitudine. Ai due estremi della linea si trovano due piastre sostiziali dove sono incise le ellissi dell'immagine solare ai rispettivi solstizi. Nella piastra del solstizio d'inverno è altresì incisa la posizione che avrebbe occupato l'immagine del sole nel 1655, anno in cui Giovanni Cassini realizzò la meridiana della basilica di San Petronio di Bologna. Lo spostamento è dovuto alla variazione dell'obliquità dell'eclittica.
La linea meridiana è composta da barrette di ottone, lunghe 40 cm ed ognuna equivalente alla cinquanta-milionesima parte del meridiano terrestre (circa 20.000 km), mentre tutta la linea ne costituisce la milionesima parte. Il meridiano su cui è posato lo gnomone, di longitudine 7° e 40' Est è stato poi, nel 2009, denominato "Meridiano Cassini", nel quadro del progetto transfrontaliero Italia-Francia, Interreg-Alcotra, "Sole e Tempo".

### Il foro

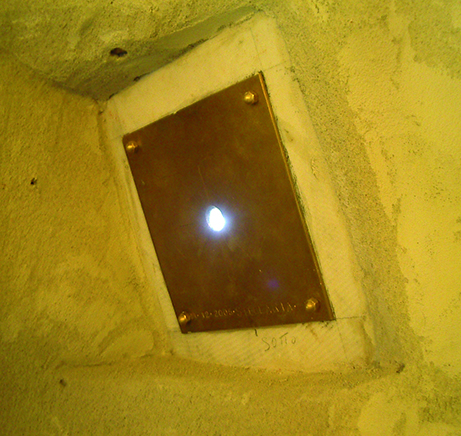
Piastra col foro gnomonico. Diametro del foro: 15 mm.

Il foro, detto foro gnomonico o foro stenopeico, ha un diametro di 15 mm e si trova ad una altezza di 7,659 m rispetto al pavimento dell'altare e 8,139 m rispetto a quello della navata. Il suo diametro, inferiore al diametro apparente del sole, permette il funzionamento da camera oscura, cioè il fatto che quella proiettata all'interno della chiesa non sia una semplice macchia di luce, ma l'immagine del sole, dove possono essere visualizzate macchie solari, eclissi, transiti dei pianeti interni del sistema solare.
Il foro è stato realizzato in una piastra di ottone dello spessore di 4 mm ed ha un'ampia strombatura per permettere il passaggio dei raggi solari con il sole alle differenti altezze e ovviare ai fenomeni di diffrazione. L’asse della piastra, dunque del piano del foro, è diretto verso il punto solstiziale invernale, di modo che al solstizio d'inverno, quando il sole è nel punto più basso e l’immagine viene proiettata più lontano sulla linea, dunque è più grande e necessita di più luce, il foro sia attraversato in tutta la sua sezione dal pennello di luce e l'immagine possa quindi ricevere il massimo d'illuminazione. Tale particolare inclinazione del piano del foro è unica tra le grandi meridiane a camera oscura.

### Il dispositivo equinoziale

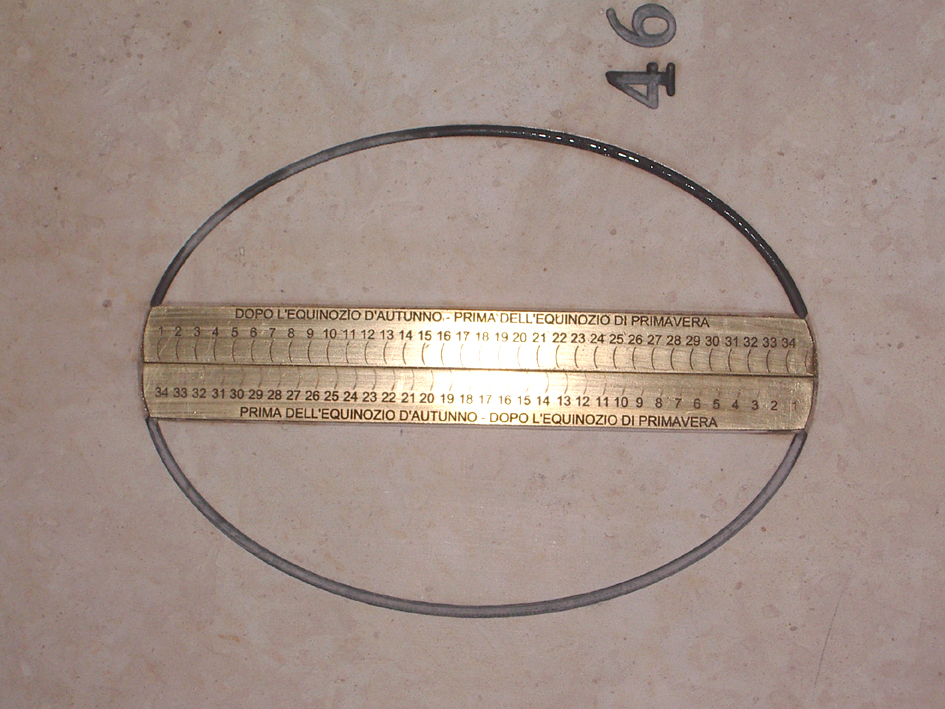
Dispositivo equinoziale

Un particolare dispositivo permette di conoscere l’ora dell’equinozio; l'unico altro esemplare conosciuto fu inserito nel 1702 nella meridiana della chiesa di Santa Maria degli Angeli e dei Martiri a Roma.
Il dispositivo consiste in due ellissi incise ai due lati della linea meridiana, nella posizione che occuperebbe l’immagine del sole qualora l’equinozio avvenisse alle 12 (ora solare). Contengono ognuna due lamine di ottone, due righelli con 35 graduazioni ed ogni graduazione, di 4,5 mm di ampiezza, corrisponde ad un’ora di distanza dall'equinozio. In realtà una sola ellisse e relativi righelli sarebbe sufficiente allo scopo della misurazione dell'istante dell'equinozio, ma essendo molto rapido il passaggio dell'immagine solare sull'ellisse incisa (circa 0,8 mm/sec), una seconda ellisse permette, dopo qualche secondo, di ripetere e confermare l'osservazione, soprattutto nel caso di qualche debole passaggio nuvoloso.
Al passaggio dell’immagine solare sulle ellissi, si può leggere sui righelli il numero corrispondente alle ore che separano dall’istante dell’equinozio. Solo nel caso in cui l'equinozio avvenga approssimativamente nel momento in cui avviene l'osservazione, cioè attorno al mezzogiorno solare locale, l'immagine solare si sovrappone esattamente all'ellissi incisa; tale coincidenza è abbastanza rara.

## Realizzazione dello strumento
La progettazione scientifica e la realizzazione dello strumento sono opera di Giancarlo Bonini, coadiuvato da Emanuela Bielli, Tiziano Casanova, Endrio Derin, Silvano Martino, Marina Muzi, Andrea Pastorino, appartenenti all'Associazione di promozione sociale Stellaria di Perinaldo e a quel tempo tutti collaboratori dell’osservatorio astronomico comunale "G.D.Cassini", che ha sede nello stesso borgo.

## Utilizzo
Eccezionali strumenti impiegati per lo studio di alcuni aspetti di meccanica celeste relativi al movimento apparente del sole, come la lunghezza dell'anno solare, equinozi e solstizi, variazioni dell'obliquità dell'eclittica, validità della seconda legge di Newton, nonché per la verifica e l'aggiustamento del calendario, anche in relazione alle feste liturgiche, come la Pasqua (dal Concilio di Nicea del 325, la data della Pasqua cade la domenica seguente il plenilunio che segue l'equinozio di primavera), essi furono anche utilizzati per regolare gli orologi meccanici.
Dall'avvento dei telescopi in poi, l'utilizzo di queste meridiane è stato soppiantato da nuovi strumenti e tecnologie e mantengono oramai soprattutto una valenza culturale e divulgativo-didattica. Ad esempio, un esperimento condotto alla meridiana di questo santuario, tra il dicembre 2016 e il gennaio 2017, al momento dell'introduzione di un secondo intercalare, ha permesso di visualizzare in dettaglio la sfasatura tra il "tempo del sole" e il "tempo degli orologi", mostrando una interessante funzione di divulgazione scientifica di questi strumenti del passato. In diverse di queste meridiane vengono regolarmente svolte osservazioni e spiegazioni, soprattutto in occasione di solstizi ed equinozi.